# Bal masqué
Pour les articles homonymes, voir Le Bal masqué.
 (septembre 2020).
Si vous disposez d'ouvrages ou d'articles de référence ou si vous connaissez des sites web de qualité traitant du thème abordé ici, merci de compléter l'article en donnant les références utiles à sa vérifiabilité et en les liant à la section « Notes et références ».

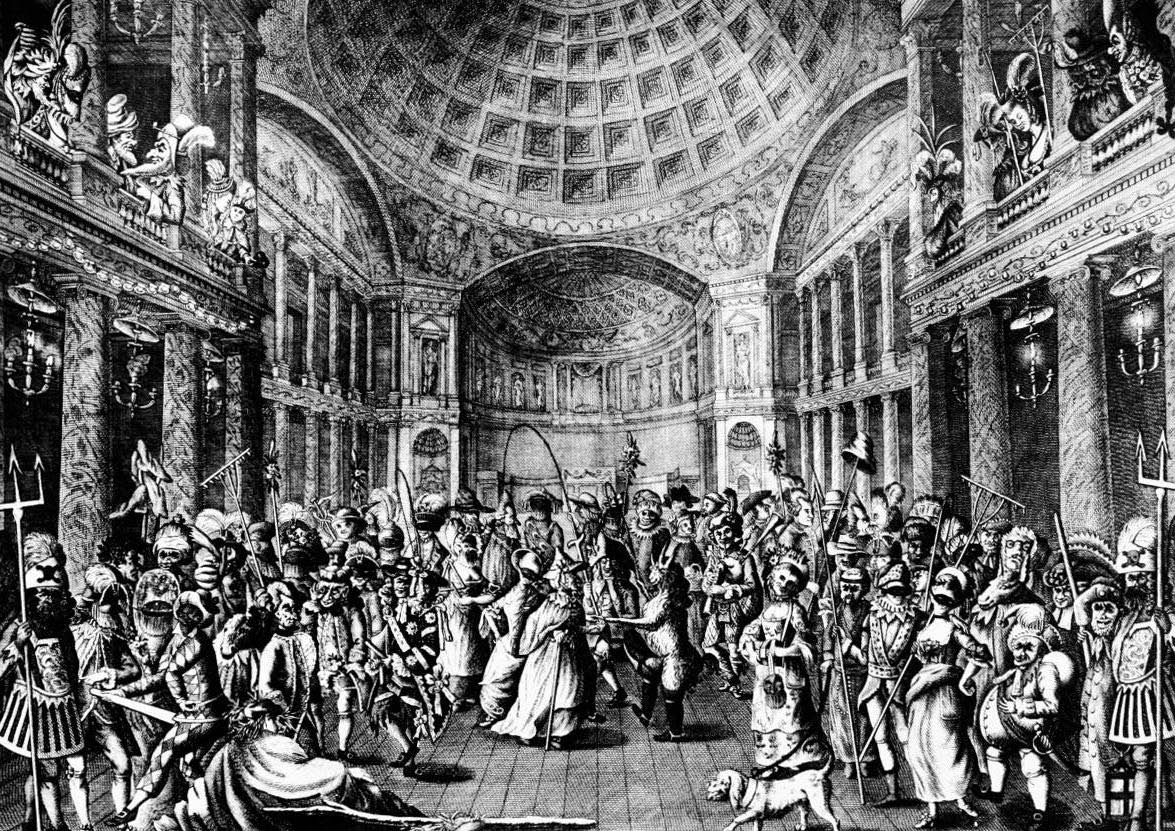
Bal masqué au Panthéon de Londres vers 1770.

Un bal masqué, parfois nommé aussi mascarade, est un événement auquel les gens participent vêtus d'un costume ou déguisement, comportant normalement un masque. Différent d'un simple défilé ou d'un carnaval, il est l'occasion de danses lors d'un véritable bal.
On en trouve trace dès le Moyen Âge, dans la noblesse, où les costumes ont souvent un sens allégorique complexe ; les manifestations de ce genre sont particulièrement prisées à la cour des ducs de Bourgogne.

## À la Renaissance
C'est à la Renaissance qu'ils prennent une véritable ampleur et deviennent un peu plus populaires. Ils se développent en particulier en Italie (le mot « mascarade » vient d'ailleurs de l'italien maschera). Ils furent ainsi introduits à la Cour de France par les artistes appelés par François Ier, tels que Léonard de Vinci, Rosso Fiorentino ou Le Primatice qui dessinèrent des costumes, le plus souvent sur des thèmes mythologiques pour les fêtes organisés à Fontainebleau à Paris et à Blois.
Les dessins laissés par le Primatice témoignent de la richesse de ces mascarades :
- costume de Diane assise sur un char, (appartenait sans doute à une série de dieux assis sur des chars de l’invention de Rosso et de Primatice) pour les fêtes données pour Charles Quint fin de 1539, au Musée du Louvre
- costumes de satyres portés par Henri d’Albret, roi de Navarre, le dauphin, futur Henri II, Charles d’Angoulême, duc d’Orléans, le cardinal de Lorraine et le connétable de Montmorency, pour le bal des noces du duc de Nevers et de mademoiselle de Vendôme à Paris  janvier 1539 :  Faune, Sylvain et Pan, Bibliothèque nationale centrale de Florence
- à la « turquerie » faite à Blois le 16 mars 1541, François Ier, le cardinal de Lorraine, Hippolyte d’Este et Charles d’Angoulême apparurent vêtus de belles livrées de diverses couleurs et coiffés de turbans, Un Turc, à la Bibliothèque nationale centrale de Florence
- au carnaval suivant le mariage de Claude de Clermont, baron de Dampierre et de Jeanne de Vivonne de la Châtaigneraie, à Paris février 1542, on put voir : 
  - Neptune, Homme barbu, assis, à demi drapé, costume peut-être exhibé à l'initiative de Charles d’Angoulême, duc d’Orléans par le dauphin, au Musée du Louvre
  - une fileuse montée sur une tortue, appelée La Lenteur industrieuse et constante, costume porté par Charles d’Angoulême, duc d’Orléans, au Nationalmuseum, Stockholm
  - Hyménée tenant deux flambeaux allumés, costume porté par le dauphin et ses compagnons, à la Bibliothèque nationale centrale de Florence
  - Centaure portant une demoiselle en amazone, costume porté par François Ier, au J. Paul Getty Museum, Los Angeles
- La Discorde, costume dessiné pour Louis de Lorraine (1527-1578) en 1545, à la Bibliothèque nationale centrale de Florence
- Capitaine tenant le bâton de commandement, costume porté par le dauphin au baptême d'Élisabeth de Valois, fille du dauphin Henri en juillet 1546, au Nationalmuseum, Stockholm
- Fontaine d’eau parfumée, costume vu par un ambassadeur du duc de Ferrare au mariage de Claude II de Guise, duc d’Aumale, et de Louise de Brézé en août 1546. La tête du personnage masqué était cachée par la sphère, les jambes par l’étoffe juponnée. Il jaillissait de l’eau parfumée des seins des Grâces. Au Nationalmuseum, Stockholm
- Sphinge polygnaste, costume porté par François Ier et Jean de Guise, cardinal de Lorraine, aux noces de mademoiselle d’Avrilly, au Nationalmuseum, Stockholm

## XVIIesiècle

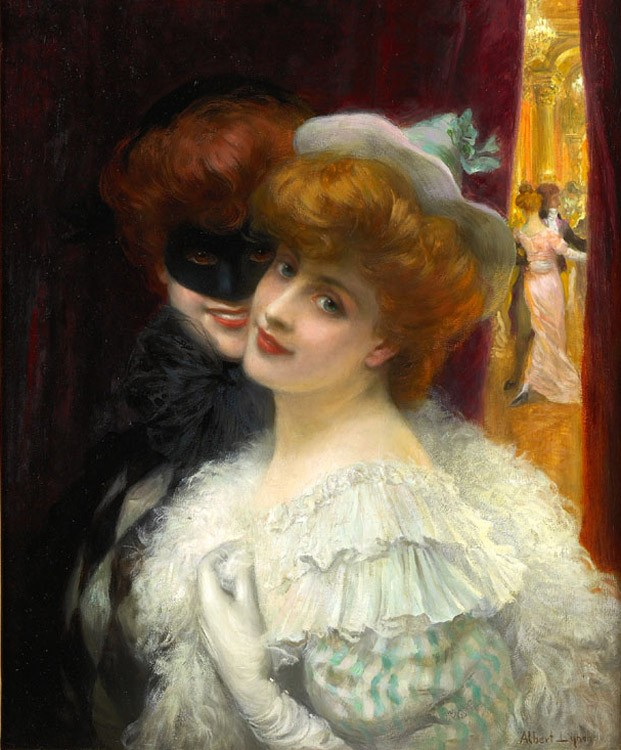
Le Bal masqué, peinture d'Albert Lynch

Parmi les bals masqués les plus célèbres à leur époque, on peut citer : en 1661, celui donné, le 15 janvier, par Nicolas Fouquet, en son hôtel parisien d'Emery ; le bal des Ifs, donné à Versailles, en 1745. Le roi et ses plus proches courtisans y parurent, déguisés en ifs. La mode en fut lancée dans toute l'Europe. 
Mais le plus fameux de tous les bals masqués fut, très probablement, le bal de l'Opéra. Créé par une Ordonnance du Régent, en date du 31 décembre 1715, il se déroulait durant la période du Carnaval, à raison de deux bals par semaine, s'ouvrant à minuit. Il était un des clous du célèbre et grandiose Carnaval de Paris. Il existait encore bien des années après sa création. En 1896, la presse parisienne en parle comme du « grand veglione de l'Opéra ». « Veglione » est le substantif augmentatif du mot italien « veglia », « veille », qui est ici utilisé dans le sens de fête masquée nocturne.

## XIXesiècle

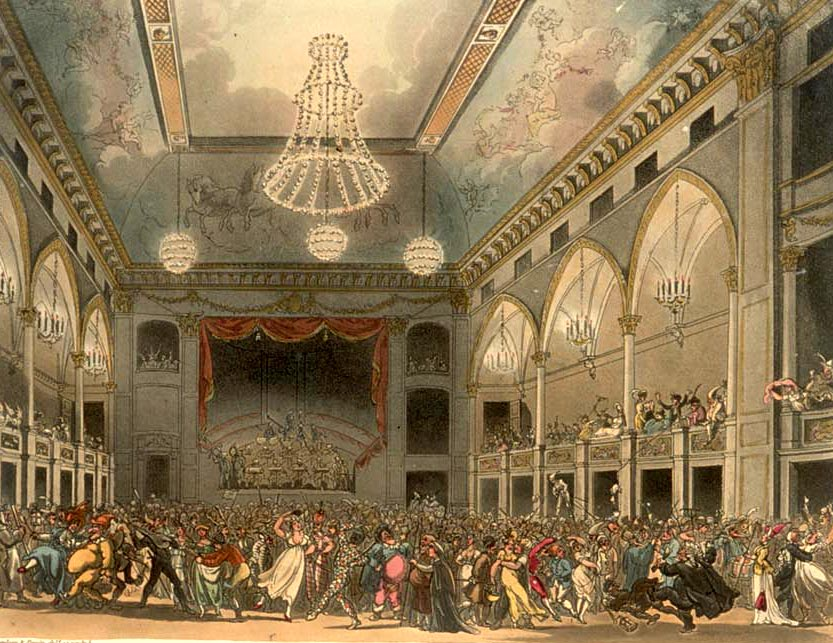
Bal masqué au Panthéon de Londres vers 1810.

Avec le développement des bals plus traditionnels tout au long des XVIIIe et XIXe siècles, le type particulier du bal masqué devient lui aussi plus populaire, dans toute l'Europe comme en Amérique. Il ajoute encore plus de fantaisie et de mystère à l'événement, les invités étant supposés être assez déguisés pour ne pas être immédiatement identifiables, le jeu consistant alors à deviner l'identité de chacun. Le bal masqué permet plus de sensualité, plus de liberté que les bals plus formels. L'anonymat que procure le masque est par ailleurs propice à une ambiance de libertinage. Cela lui vaut des opposants ; il y eut des pamphlets (dont un de l'écrivain Henry Fielding) contre leur supposée immoralité.
C'est au bal de l'Opéra que, vers 1840, l'alors célèbre Philippe Musard lança le « cancan» ou « coincoin », ancêtre scandaleux du très touristique « French cancan ». Il se dansait en couple et les danseuses portaient à l'époque des culottes fendues. Cette danse était officiellement classée comme « lascive », interdite et pourchassée par la police, présente dans les salles de bals au moment du Carnaval.
Le dernier bal de l'Opéra eut lieu dans les années 1920. Le plancher amovible qui servait aux danseurs avait atteint un état de grande décrépitude et devenait inutilisable, voire dangereux. L'administration de l'Opéra ne souhaita pas le remplacer.

## Bals tragiques

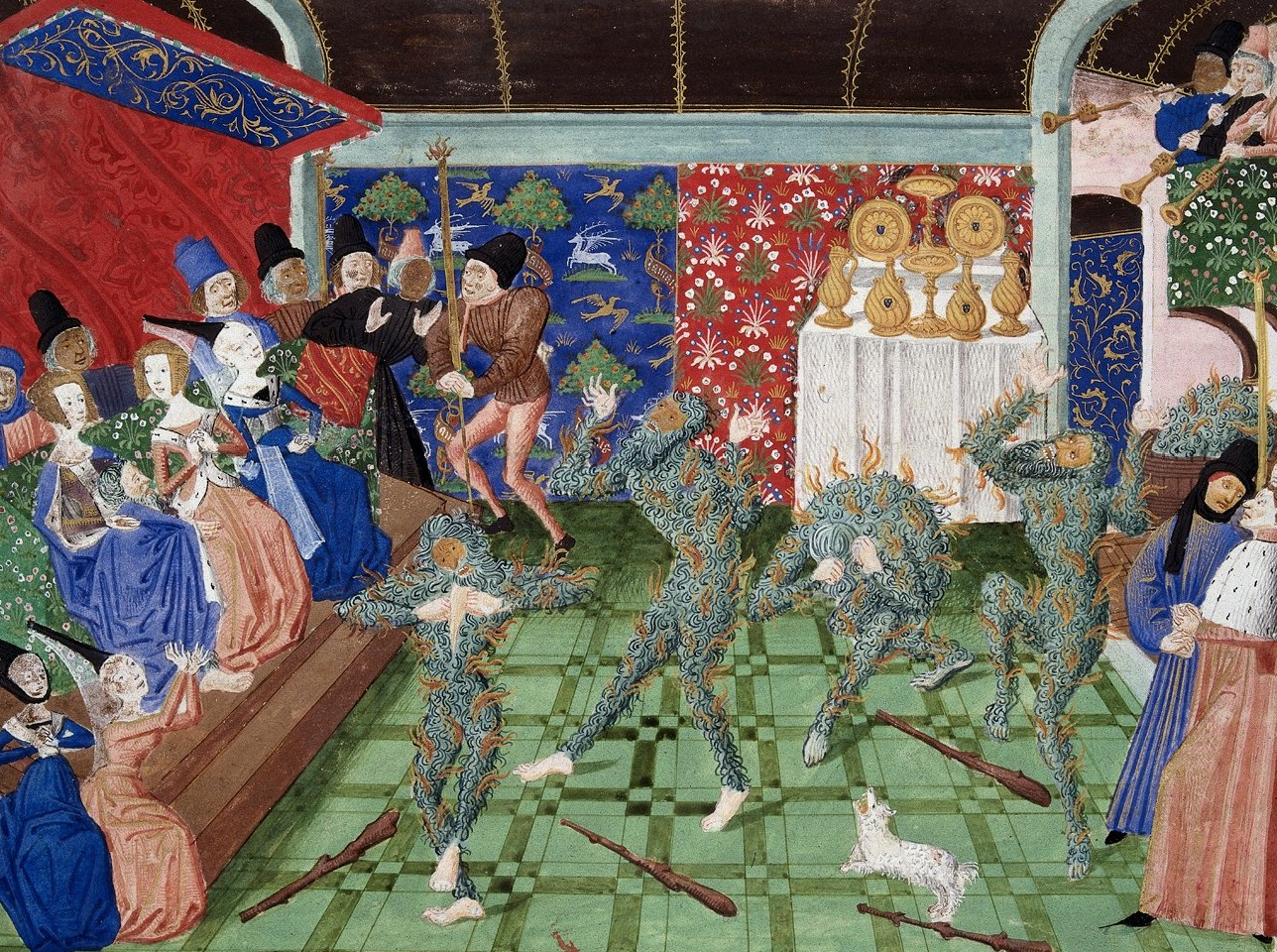
Le Bal des ardents. Miniature attribuée à Philippe de Mazerolles, tirée d'un manuscrit des Chroniques de Froissart. British Library, Harley 4380, f.1.

La cour royale en a organisé sous tous les règnes, avec plus ou moins de fréquence selon la fantaisie ou l'austérité des souverains. Le Bal des ardents est resté tragiquement célèbre : en 1393, lors d'un bal masqué organisé pour le mariage d'une des demoiselles d'honneur de la reine, le frère du roi Charles VI, le duc d'Orléans et cinq courtisans se déguisent en « hommes sauvages » revêtus de peaux de bêtes poilues fixées par de la cire et de la poix et enchaînés à la suite les uns des autres. Se lançant dans une folle sarabande au milieu des autres danseurs, dont ils effraient certains, ils passent trop près d'une torche, qui enflamme le costume de l'un d'eux et se propage aux autres. Le frère du roi sera sauvé malgré de graves brûlures, mais aucun des cinq autres seigneurs ne survivra.  Cette histoire a inspiré à Edgar Allan Poe une nouvelle intitulée Hop-Frog.
Plus tard, Gustave III de Suède a été assassiné lors d'un bal masqué – événement que le compositeur italien Giuseppe Verdi narre dans son opéra Un ballo in maschera (Un bal masqué). Tous ne furent cependant pas aussi tragiques.

## Référence littéraires
- Edgar Allan Poe, dans Le Masque de la mort rouge, décrit un bal masqué dont le personnage central est vraiment ce en quoi il est censé être déguisé.
- L'écrivain allemand Hermann Hesse décrit aussi, dans son roman Le Loup des steppes, un grand bal costumé à Zurich.
- Au début de sa carrière, en 1835, Alexandre Dumas écrit une nouvelle intitulée Un bal masqué[3]. Lors d'un bal masqué, un homme rencontre une femme mariée à la recherche de son époux qui la trompe. L'homme devient l'amant de la femme masquée et veut la retrouver après le bal.
- Louis-Benoît Picard invite deux fois au « bal paré masqué » dans sa pièce de théâtre L'Alcade de Molorido[4] publiée en 1812

## Bande dessinée
Dans la bande dessinée Le Bal du rat mort, un vampire humain égorge des filles pendant un bal masqué à Ostende. Il signe ses meurtres en laissant près des cadavres des rats morts. 

## Aujourd'hui

### En Guyane

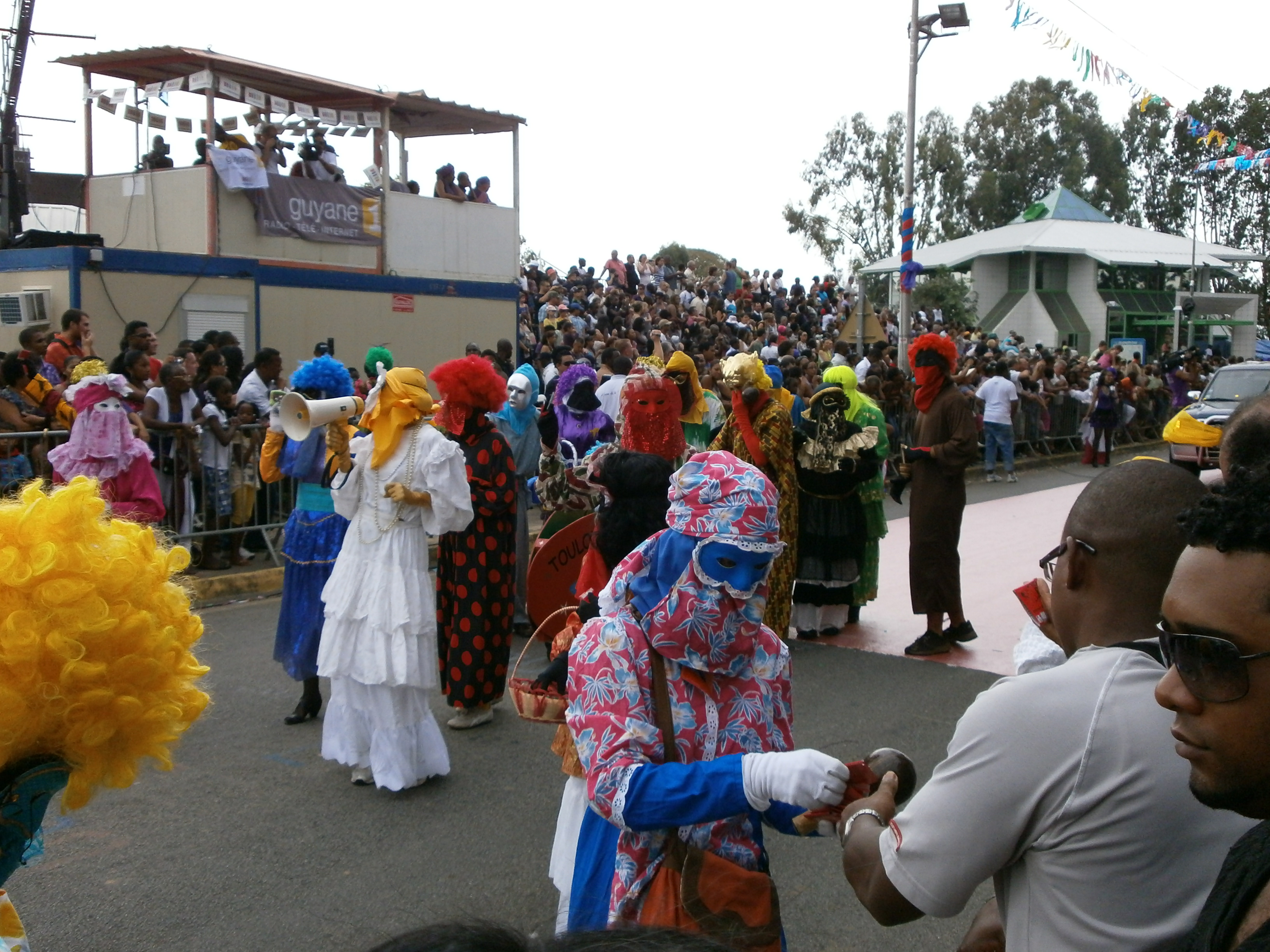
Des Touloulous à la Grande Parade de Kourou.

Aujourd'hui, en Guyane, durant toute la période du Carnaval, se déroulent tous les week-ends, les bals paré-masqués. Il s'agit de bals Touloulous, où la Touloulou (la cavalière) est complètement déguisée et méconnaissable. Depuis peu c’est le Tololo, (le cavalier) qui est déguisé.

### Dans le monde
Quelques initiatives existent cependant pour faire revivre pleinement ce rêve : ainsi à Los Angeles, l'annuel Labyrinth of Jareth masquerade ball, qui réussit la prouesse de réunir des centaines de personnes, tous dans des costumes d'une qualité et d'une originalité exceptionnelles, souvent réalisés par leurs propres soins en des dizaines d'heures de travail créatif, pour danser toute la nuit et admirer de nombreuses performances artistiques féériques.
D'autres initiatives approchantes existent aux États-Unis, en Angleterre, aux Pays-Bas (le Bal du masque à Amsterdam) et en France (bien que la soirée Realm of Fairies soit plus axée sur les déguisements féériques et fantasy , et qu'il n'y ait pratiquement aucun « masque» à proprement parler, elle est ce qui s'en rapproche le plus).